# Pływanie na Letnich Igrzyskach Olimpijskich 1928 – 100 m stylem grzbietowym kobiet
Wyścig na 100 metrów stylem grzbietowym kobiet był jedną z konkurencji pływackich rozgrywanych podczas IX Letnich Igrzysk Olimpijskich w Amsterdamie. Wystartowało 12 zawodniczek z siedmiu reprezentacji.
Zwyczajowa dominacja zawodniczek amerykańskich, tym razem została przełamana przez parę zawodniczek brytyjskich oraz siedemnastoletnią reprezentantkę gospodarzy Marie Braun, która była nadzieją Holendrów na zdobycie złota na olimpijskim basenie. Braun była wicemistrzynią Europy z Mistrzostw w Bolonii, gdzie przegrała jedynie ze swoją rodaczką, Wilhelminą den Turk. Mistrzyni z powodu urazu stopy nie wzięła udziału w igrzyskach olimpijskich. Jedyną, która mogła przeszkodzić Braun w zwycięstwie, była Szkotka Ellen King, która wyrównała rekord świata już w eliminacjach. Odpowiedzią Holenderki było poprawienie go o 0,4 sekundy w kolejnym wyścigu. Ostatecznie, w finale, Braun przy wielkim wsparciu publiczności zdobyła złoto, plasując się przed Ellen King i drugą z Brytyjek, Joyce Cooper.

## Rekordy
| Rekord świata     | Wilhelmina den Turk (NED) | 1:22,0 | Rotterdam (NED) | 10 lipca 1927 |
| Rekord olimpijski | Sybil Bauer (USA)         | 1:23,2 | Paryż (FRA)     | 20 lipca 1924 |

## Wyniki

### Eliminacje
Dwie najszybsze zawodniczki z każdego wyścigu i najszybsza z trzeciego miejsca awansowały do finału.
Wyścig 1
| Miejsce | Zawodniczka   | Czas   | Uwagi |
| ------- | ------------- | ------ | ----- |
| 1       | Ellen King    | 1:22,0 | Q =   |
| 2       | Marian Gilman | 1:24,0 | Q     |
| 3       | Ena Stockley  | 1:25,4 | q     |

Wyścig 2
| Miejsce | Zawodniczka     | Czas   | Uwagi |
| ------- | --------------- | ------ | ----- |
| 1       | Marie Braun     | 1:21,6 | Q     |
| 2       | Lisa Lindstrom  | 1:23,0 | Q     |
| 3       | Phyllis Harding | 1:27,8 |       |
| 4       | Bonnie Mealing  | b. d.  |       |

Wyścig 3
| Miejsce | Zawodniczka          | Czas   | Uwagi |
| ------- | -------------------- | ------ | ----- |
| 1       | Eleanor Holm         | 1:23,6 | Q     |
| 2       | Joyce Cooper         | 1:24,2 | Q     |
| 3       | Adriana Grendel      | 1:26,2 |       |
| 4       | Else Jacobsen        | 1:31,5 |       |
| 5       | Marie-Jeanne Bernard | b. d.  |       |

### Finał
| Miejsce | Zawodniczka    | Czas   |
| ------- | -------------- | ------ |
| 1       | Marie Braun    | 1:22,0 |
| 2       | Ellen King     | 1:22,2 |
| 3       | Joyce Cooper   | 1:22,8 |
| 4       | Marian Gilman  | 1:24,2 |
| 5       | Eleanor Holm   | 1:24,4 |
| 5       | Lisa Lindstrom | 1:24,4 |
| 7       | Ena Stockley   | 1:25,8 |